# Balogújfalu
Balogújfalu (szlovákul: Vieska nad Blhom) község Szlovákiában, a Besztercebányai kerületben, a Rimaszombati járásban.

## Fekvése
Rimaszombattól 15 km-re keletre, a Balog jobb partján fekszik.

## Története
A település a 13-14. században keletkezett. Első írásos említése az 1427-es adóösszeírásban "Wyfalu" alakban történt. Ilsvay György, majd a 15. századtól a Derencsényi család birtoka. A 16. században a Széchy, a 18. században a Koháry család a földesura. 1683-ban a lengyel-litván hadak csaknem teljesen elpusztították. 1828-ban 20 házában 148 lakos élt, akik főként mezőgazdasággal foglalkoztak.
Vályi András szerint: "ÚJFALU. Gömör Várm. földes Ura Gr. Koháry Uraság, lakosai többfélék, fekszik Dobóczhoz nem meszsze, mellynek filiája; határja középszerű."
Fényes Elek szerint: "Ujfalu, Gömör vmegyében, magyar falu, Radnóth szomszédságában: 5 kath., 143 ref. lak. F. u. hg. Coburg."
Gömör-Kishont vármegye monográfiája szerint: "Újfalu, balogvölgyi magyar kisközség, 46 házzal és 185 ev. ref. vallású lakossal. 1427-ben a Csetnekiek a földesurai és 1460-ban mint Balogvár tartozékát sorolják fel. 1479-ben a Felediek is birtokosai, azután a balogvári uradalom többi birtokainak sorsában osztozik. Ma a Coburg herczegi családnak van itt nagyobb birtoka. Az ev. ref. templom 1872-ben épült. Ide tartoznak Ágostai, Újfalú és Kelecsény puszták, mely utóbbi a XV. században külön községként említtetik. A község postája, távírója és vasúti állomása Rimaszécs."
A trianoni békeszerződésig Gömör-Kishont vármegye Feledi járásához tartozott, ezután a csehszlovák állam része lett. 1938 és 1945 között újra Magyarország része volt.

## Népessége
| Év:            | 1994. | 2004.    | 2014.    | 2024.   |
| -------------- | ----- | -------- | -------- | ------- |
| Emberek száma: | 176   | 152      | 181      | 172     |
| Eltérés:       |       | -13,63 % | +19,07 % | -4,97 % |

| Év:            | 2023. | 2024.   |
| -------------- | ----- | ------- |
| Emberek száma: | 173   | 172     |
| Eltérés:       |       | -0,57 % |

1910-ben 195-en, túlnyomórészt magyarok lakták.
2001-ben 150 lakosából 144 magyar.
2011-ben 164 lakosából 149 magyar és 10 szlovák.

## Nevezetességei
Református temploma 1872-ben épült, neoklasszicista stílusban.